# Bella Horwitzová
Bella Chazanová, rozená Horwitzová byla česká židovská spisovatelka v jidiš činná v 18. století.

## Život
Byla dcerou mučedníka Be'era ha-Levi Horwitze.
Provdala se za Josefa ben Chajima Chazana, který zemřel v Praze v roce 1713. 
V roce 1705 vydala povídku Gešichte des hojzes Dovid (v jidiš Historie rodu Davidova). Společně s Rachel bat Nathan Porgesovou (roz. Rausnitzovou), manželkou Löba Porgese, byla editorkou spisů o historii pražské židovské komunity, z nichž většina jsou legendy, nazvanou Eine šone gešichte, zo ist gešehen, ehe noch Jehudim cu Prag gevohnt (Jeden krásný příběh). Napsala také techinot pro Desetidení pokání.